# Victor Payne
Victor Gilbert Payne (19 novembre 1975) è un ex cestista barbadiano.

## Carriera
Con Barbados ha disputato i Campionati americani del 1995.